# Eight Below
Eight Below, (titulada: Rescate en la Antártida en Hispanoamérica y Bajo cero en España). Es una película de  aventuras estrenada en 2006, dirigida por Frank Marshall y escrita por David DiGilio. Protagonizada por Paul Walker, Jason Biggs, Bruce Greenwood y Moon Bloodgood. Fue estrenada el 17 de febrero y distribuida por Walt Disney Pictures en Estados Unidos.
Es una adaptación-reinterpretación, de la versión original japonesa de esta historia titulada Nankyoku Monogatari, conocida en Estados Unidos como Antarctica, la cual fue estrenada el 23 de julio de 1983.

## Sinopsis
En enero de 1993, Jerry Shepard (Paul Walker), guía de una base de investigación antártica de la Fundación Nacional de Ciencias, recibe la misión de llevar al profesor de la UCLA , el Dr. Davis McClaren (Bruce Greenwood), al Monte Melbourne para encontrar un raro meteorito procedente de Mercurio. Como las condiciones del hielo son malas, la mejor forma de llegar a la montaña es en trineo tirado por perros.
Shepard y McClaren lo logran, pero son llamados de regreso al campamento base debido a una tormenta que se aproxima. McClaren ruega por más tiempo y Shepard le da medio día, tiempo suficiente para encontrar un fragmento del meteorito. En el camino de regreso a la base, McClaren se resbala por un terraplén, se rompe una pierna y cae al agua helada. Shepard usa al perro líder Maya para llevar una cuerda a McClaren y lo saca. Luchan contra la hipotermia, la congelación y las condiciones casi blancas mientras los perros los conducen a la base. Una vez que regresan, toda la tripulación humana es evacuada de inmediato, mientras que los perros se quedan atrás. Con la promesa de que el piloto regresará pronto por los perros, Shepard les ajusta los collares para asegurarse de que no se suelten. Pero debido a las duras condiciones climáticas, no se puede intentar un rescate inmediato.
De regreso a Estados Unidos, Shepard intenta conseguir un avión para regresar y salvar a los perros, pero nadie está dispuesto a financiar la arriesgada expedición. Cinco meses después, Shepard hace un último intento por regresar. McClaren finalmente se da cuenta de la magnitud de su ingratitud y usa el resto del dinero de su subvención para financiar una misión de rescate. Temen que haya pocas posibilidades de que alguno de los perros haya sobrevivido tanto tiempo, pero deciden intentar rescatarlos de todos modos.
Los ocho perros de trineo —el perro líder Maya, el viejo Jack, Shorty, Dewey, Truman, Shadow, Buck y el joven Max—— han estado esperando en las gélidas condiciones a que Shepard regrese. Después de unos días sin comer, los perros entran en acción cuando una gaviota vuela cerca, y todos comienzan a liberarse, uno por uno. El viejo Jack, demasiado débil a estas alturas, permanece atado, y Maya se queda para intentar liberarlo mientras los demás persiguen a la bandada de gaviotas que han aterrizado cerca. Maya ve que el viejo Jack se ha rendido y lo deja atrás de mala gana cuando no muestra señales de querer abandonar la base. Maya se une a los otros perros, y todos trabajan juntos para atacar a las gaviotas y logran matar a algunas, obteniendo su primera comida en semanas.
Después de casi dos meses solos, habiendo recuperado sus fuerzas y aún viajando, los perros descansan una noche en una pendiente bajo las luces del sur. Fascinados por el espectáculo, corren y juegan hasta que Dewey se resbala y cae por una pendiente, mortalmente herido en el fondo. El equipo se queda a su lado, durmiendo con él. Dewey muere durante la noche y Max se queda lealmente a su lado mientras los demás siguen adelante. Para cuando Max se dirige hacia ellos, ha perdido la manada.
Maya lidera al equipo hacia la base rusa, que no está segura y está llena de comida, mientras Max encuentra el camino de regreso a la base estadounidense, que está bien cerrada. Al regresar, Max reconoce el terraplén por el que viajaron los perros en su camino de regreso desde Mount Melbourne. Mientras explora, Max encuentra una orca muerta, pero una foca leopardo que anida dentro del cuerpo lo ahuyenta. Maya y el equipo están cerca. Escuchan a Max y se unen a él. Max atrae a la foca para que los perros puedan comer, pero regresa y muerde a Maya en la pierna, dejándola gravemente herida. Enfurecidos, los otros cinco perros saltan sobre la foca, desgarrándola y cortándola. La foca, abrumada, se arrastra rápidamente hacia el agua y se aleja, después de lo cual los perros se dan un festín con la orca. Después de eso, el equipo reunido continúa viajando. Hambrienta, congelada y exhausta, finalmente la herida Maya se derrumba en la nieve. Los perros se acuestan junto a su líder mientras la nieve se acumula. Han estado solos durante seis meses.
Mientras tanto, Shepard ha ido a Nueva Zelanda en busca de un barco que lo lleve a la Antártida. En un bar, se reúne con sus amigos y regresan juntos a la base. Al llegar a la base, quedan consternados al encontrar el cuerpo del viejo Jack, todavía atado a la cadena, y ninguna señal de los otros perros. Luego escuchan ladridos y ven a Max, Shorty, Truman, Shadow y Buck aparecer en el horizonte. Después de una alegre reunión, Shepard carga a los perros para irse, pero Max se escapa. Lleva a Shepard hasta Maya, que yace en la nieve, débil, pero viva. Con seis de sus ocho perros de trineo, Shepard y su tripulación regresan a la civilización, y la última escena muestra un monumento en memoria de los dos perros caídos, el viejo Jack y Dewey.

## Reparto
- Paul Walker como Jerry Shepard.
- Bruce Greenwood como Dr. Davis McClaren
- Moon Bloodgood como Katie.
- Jason Biggs como Charlie Cooper.
- Gerard Plunkett como el Dr. Andy Harrison
- August Schellenberg como Mindo.
- Wendy Crewson como Eve McClaren.
- Belinda Metz como Rosemary.
- Connor Christopher Levins como Eric McClaren.
- Duncan Fraser como el Capitán Lovett.
- Dan Ziskie como Comandante de la Armada.
- Michael David Simms como Armin Butler.
- Malcolm Stewart como Charles Buffett.